# Cabezuela del Valle

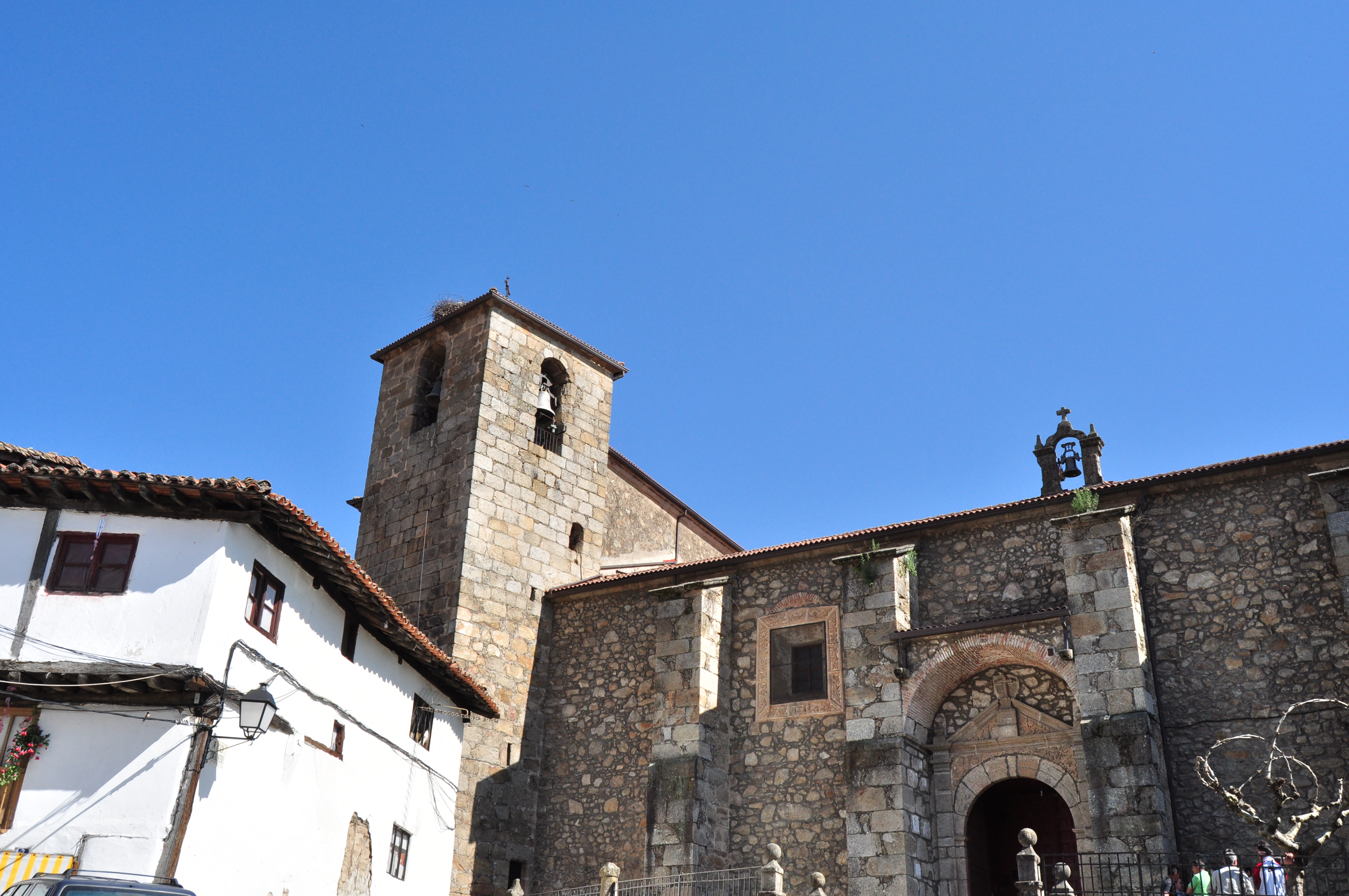
Cabezuela del Valle – Ortszentrum mit Iglesia de San Miguel Arcángel

Cabezuela del Valle ist eine spanische Kleinstadt mit 2.127 Einwohnern (Stand: 2024) im Nordosten der Provinz Cáceres in der autonomen Region Extremadura. Der alte Ortskern ist als Conjunto histórico-artístico anerkannt.

## Lage und Klima
Der ca. 515 hoch gelegene Ort Cabezuela del Valle liegt im Tal des Río Jerte in den Südhängen des Iberischen Gebirges. Die Entfernung nach Plasencia beträgt etwa 50 km (Fahrtstrecke) in südwestlicher Richtung; die Städte Salamanca und Avila sind jeweils etwa 120 km in Richtung Norden bzw. Nordosten entfernt. Das Klima im Sommer ist meist warm, im Winter und in kalten Nächten kann die Temperatur jedoch auch auf Minusgrade fallen; Regen fällt in mehr als ausreichenden Mengen (ca. 1200 mm/Jahr).

## Bevölkerungsentwicklung
| Jahr      | 1857 | 1900 | 1950 | 2000 | 2021 |
| Einwohner | 1801 | 1820 | 2820 | 2382 | 2141 |

Trotz der zunehmenden Mechanisierung der Landwirtschaft und der Aufgabe bäuerlicher Kleinbetriebe („Höfesterben“) ist die Einwohnerzahl seit der zweiten Hälfte des 20. Jahrhunderts annähernd konstant geblieben.

## Wirtschaft
Basis der Wirtschaft des Ortes war und ist die Landwirtschaft und hier vor allem die Kultivierung von Obstbäumen – die Kirschen aus dem Valle del Jerte sind in ganz Spanien bekannt. Daneben gibt es Kleinindustrie, Handwerk, Einzelhandel und Dienstleistungsgewerbe und auch der Tourismus spielt seit den 1970er Jahren eine gewisse Rolle.

## Geschichte
Keltische, römische, westgotische und islamische Spuren konnten bislang nicht nachgewiesen werden; es scheint, dass die Geschichte des Ortes mit der Wiederbesiedlung (repoblación) durch Christen aus dem Norden der Iberischen Halbinsel nach Rückeroberung (reconquista) und der Vertreibung der Mauren im ausgehenden 12. Jahrhundert begann. Unter den Neusiedlern waren auch Juden, die sich jedoch als Folge des Alhambra-Edikts von 1492 zum Christentum bekennen oder auswandern mussten.

## Sehenswürdigkeiten
- Das Ortszentrum ist als Conjunto histórico-artístico anerkannt und besticht durch seine nahezu geradlinig verlaufenden Straßen mit Bruchstein- oder Fachwerkhäusern mit hölzernen Balkonen, die meist nach Süden ausgerichtet sind.
- Mit dem Bau der Pfarrkirche San Miguel Arcángel wurde Ende des 15. Jahrhunderts an der Stelle der zerstörten Synagoge begonnen; der schmucklose einschiffige Bau wurde jedoch erst im 17. Jahrhundert vollendet. Das spätbarocke Altarretabel in der Apsis ist ein Werk des kastilischen Bildschnitzers Juan de Arenas und stammt aus den Jahren 1681–1683.
- Im Ort befindet sich ein Kirschen-Museum (Museo de la Cereza).
- Im Ort und in seiner Umgebung stehen mehrere Einsiedlerkirchen (ermitas); die schönste und regional bedeutsamste ist die der Virgen de Peñas Albas mit einer Figur einer stillenden Maria (Maria lactans).